# 広島県医師会
一般社団法人広島県医師会（ひろしまけんいしかい、英称 Hiroshima Prefectural Medical Association）は、広島県の医師を会員とする法人。

## 本部所在地
- 広島県広島市東区二葉の里三丁目2番3号

## 郡市医師会
- 広島市医師会
  - 中区医師会 　
  - 東区医師会
  - 西区医師会
  - 南区医師会
  - 佐伯区医師会
- 呉市医師会
- 福山市医師会
- 尾道市医師会
- 三原市医師会
- 因島医師会
- 大竹市医師会
- 安芸地区医師会
- 佐伯地区医師会
- 安佐医師会
- 安芸高田市医師会
- 山県郡医師会
- 賀茂東部医師会
- 東広島地区医師会
- 豊田郡医師会
- 竹原地区医師会
- 世羅郡医師会
- 松永沼隈地区医師会
- 深安地区医師会
- 府中地区医師会
- 三次地区医師会
- 庄原市医師会
- 広島大学医学部医師会